# Sjumilastövlar

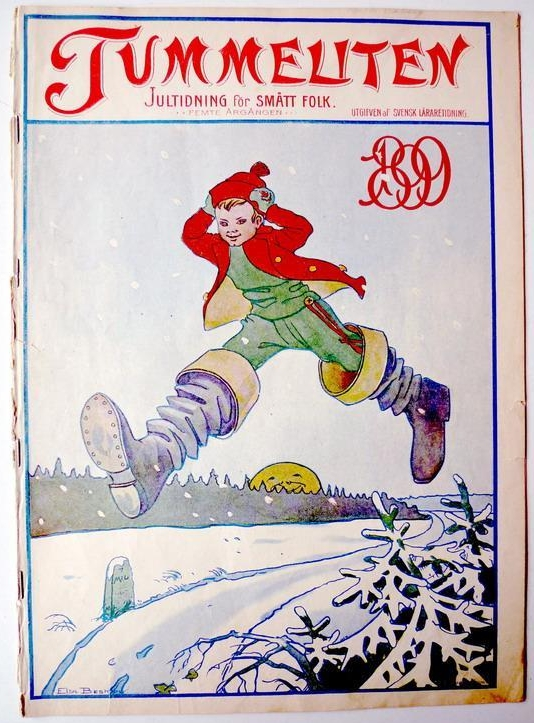
Pojke med sjumilastövlar. Omslag till Tummeliten från 1899.

Sjumilastövlar förekommer ibland i sagorna. De är magiska stövlar som man kan vandra mycket långt och snabbt med, eftersom man med dem på sig kan ta sju mil i ett steg. Ordet sjumilastövlar är belagt i svenska språket sedan 1843.